# Reise nach Indien
Reise nach Indien ist ein britischer Monumental- und Historienfilm von David Lean aus dem Jahre 1984. Der Film entstand nach dem Roman Auf der Suche nach Indien (Originaltitel: A Passage to India) von Edward Morgan Forster aus dem Jahr 1924. Für Altmeister David Lean war Reise nach Indien sein letzter Spielfilm.

## Handlung
Im Jahr 1923 fährt Adela Quested mit Mrs. Moore, der Mutter ihres Verlobten Ronny Heaslop, von England nach Indien. Mrs. Moores Sohn aus erster Ehe, Ronny, arbeitet in der Provinz in Britisch-Indien als Friedensrichter. Beide Frauen haben das Ziel, das „wahre Indien“ kennenzulernen. Nach einer langen Bahnreise durch Indien müssen sie bei ihrer Ankunft jedoch sehr bald erkennen, dass sich dies äußerst schwierig gestaltet.
Die Briten leben wie in einem Ghetto unter sich in neu entstandenen britischen Siedlungen und treffen sich in parkähnlich angelegten Clubs, zu denen Inder keinen Zutritt haben, wenn sie dort nicht als Bedienstete arbeiten. Auch Ronny hat sich diesem Leben völlig angepasst. Adela gerät schnell in Zweifel, ob sie tatsächlich Ronny heiraten soll. Auch Mrs. Moore nimmt die Veränderungen an ihrem Sohn wahr.
Am ersten Abend lernt Mrs. Moore bei einem Spaziergang, der sie in eine Moschee am Ganges führt, den jungen indischen Arzt Dr. Aziz kennen. Adela ihrerseits unternimmt einen Fahrradausflug, in dessen Verlauf sie auf Statuen mit erotischen Darstellungen trifft, die sie offensichtlich stark beeindrucken. In der Nacht lässt sie ein starkes Gewitter nicht ruhen, und die erotischen Darstellungen treten in aller Deutlichkeit in ihr Bewusstsein. Ihre Zweifel an einer Verbindung mit Ronny wischt sie nun wieder beiseite.
Im Club trifft sie mit Mrs. Moore auf den Lehrer und Hochschulleiter Richard Fielding, der im Gegensatz zu den übrigen Briten der indischen Bevölkerung gegenüber sehr aufgeschlossen ist. Beide berichten ihm von dem Wunsch, die Inder näher kennenlernen zu wollen. Mrs. Moore gibt zu erkennen, dass sie Dr. Aziz ebenfalls wiedersehen möchte. Fielding arrangiert ein Treffen, zu dem auch der indische Gelehrte Professor Godbhole eingeladen ist. Bei diesem Anlass hat Dr. Aziz die Idee, einen Ausflug zu den nahe gelegenen Höhlen von Marabar zu machen. Die beiden Damen stimmen begeistert zu.
Der gastfreundliche Dr. Aziz gestaltet die Reise zu den Höhlen recht aufwendig, eigentlich übersteigt sie seine finanziellen Mittel. Er organisiert mit Unterstützung seiner Freunde ein großes Gefolge, damit es den britischen Gästen an nichts fehlt. Zunächst fahren sie mit dem Zug; in die Berge gelangen sie danach mit einem Elefanten. Mrs. Moore erleidet beim Besuch der engen dunklen Höhlen einen klaustrophobischen Anfall und verlässt daraufhin die Höhle. Sie schickt Adela und Aziz allein zu den höher gelegenen Höhlen, um sich selbst auszuruhen. Vor einer dieser Höhlen kommt es zu einem sehr vertraulichen Gespräch zwischen den beiden über eheliche Beziehungen und über Aziz’ verstorbene Frau. Ihre Hände berühren sich dabei nicht nur, sondern umschließen sich. Aziz, sich dieser gesellschaftlichen Grenzüberschreitung allzu bewusst, zieht sich für eine Weile zurück, um eine Zigarette zu rauchen.
Adela, die nach einiger Zeit des Wartens in der Hitze überdrüssig wird, entschließt sich, allein eine der düsteren Höhlen zu erkunden. Dort erleidet sie eine körperliche und seelische Krise. Offenbar verspürt sie mehr als bloße Zuneigung zu Aziz, wobei ihren Erinnerungen an die erotischen Darstellungen ebenfalls Bedeutung zukommen dürfte. Als Aziz zurückkommt, sucht er Adela, kann sie jedoch zunächst nicht finden. Adela ihrerseits sieht Aziz im hellen Höhleneingang stehen, gibt sich aber nicht zu erkennen. Adelas innerer Kampf gegen ihre Erregtheit wird offenkundig. Schließlich sieht Aziz sie aufgeregt den Berg hinunterlaufen und tief unten an der Straße in ein ankommendes Auto einsteigen. Es ist der Wagen von Mrs. Callendar, die Richard Fielding nachträglich zu den Reisenden gebracht hatte. Als Aziz Mrs. Moore und Fielding von dem merkwürdigen Ereignis berichtet, beschließen diese die sofortige Rückkehr.
Bei ihrer Flucht von dem Berg zog sich Adela an Kakteen schwere Verletzungen zu, weshalb sie unter starke Schmerzmittel gesetzt wird. In ihrem verwirrten Zustand macht sie gegenüber Mrs. Callendar die Aussage, Aziz habe sie vergewaltigen wollen. Als Aziz am Bahnhof eintrifft, erwartet ihn bereits die Polizei und verhaftet ihn. Fielding und Mrs. Moore sind sich sicher, dass der sympathische Arzt unschuldig ist, doch die britische Gerichtsmaschinerie ist bereits in Gang gesetzt worden und nicht mehr zu stoppen. Auch wird Fielding der Zugang zu Adela verwehrt. Die Freunde von Aziz, Ali und Rechtsanwalt Hamidullah, engagieren den renommierten Anwalt Amrit Rao aus Kalkutta, der ein engagierter Kämpfer der indischen Freiheitsbewegung ist. Dieser erklärt sich bereit, den Prozess kostenlos zu bestreiten – zugleich lädt sich damit die Verhandlung politisch auf.
Fielding sondert sich von seinen britischen Landsleuten angewidert ab, da diese Aziz bereits vorverurteilt haben. Mrs. Moore glaubt weiter an die Unschuld von Dr. Aziz und ist sich darüber uneins mit ihrem Sohn Ronny. Damit seine Mutter im Prozess für keinen Ärger sorgt, arrangiert Rodney ihre Rückreise nach England; sie stirbt während der Schiffsreise als Folge eines Herzanfalls. Schließlich beginnt der Prozess unter großer Unruhe, und die Briten befürchten einen Aufstand der indischen Bevölkerung. Das Verfahren endet jedoch mit einem Eklat: Adela – durch eine erneute Konfrontation mit dem Geschehen nachgedenklich geworden – nimmt ihre früheren Beschuldigungen wieder zurück. Aziz wird daraufhin freigesprochen und auf den Schultern seiner Landsleute aus dem Gerichtssaal getragen.
Hingegen wendet sich die britische Gesellschaft des Ortes von Adela ab, denn der Prozessausgang hat die britischen Eliten blamiert. Einzig Fielding lässt Adela seine Hilfe zukommen, da er begreift, wie schwierig das Eingestehen ihres Fehlers mit den entsprechenden Konsequenzen gewesen sein muss. Im Haus von Fielding erhält Adela auch die Nachricht vom Tode Mrs. Moores. Wenig später kommt es zum Bruch zwischen Fielding und Aziz, weil letzterer dessen Unterstützung von Adela nicht versteht. Enttäuscht von den Briten schwört Dr. Aziz jeglichem Kontakt mit ihnen ab. Er folgt Professor Godbhole nach Kaschmir, wo dieser die Stelle des Erziehungsministers antritt, und gründet dort ein Krankenhaus. Einige Jahre später besucht ihn Richard Fielding mit seiner zwischenzeitlich geheirateten Ehefrau Stella, der Tochter von Mrs. Moore aus ihrer zweiten Ehe. Fielding und Aziz schließen Frieden miteinander. Und nachdem Aziz Fieldings Frau, Mrs. Moores Tochter, persönlich kennengelernt hat, sieht er sich in der Lage, einen Versöhnungsbrief an Adela nach England zu schreiben.

## Hintergrund
Die Produzenten Brabourne und Goodwin entschlossen sich Forsters Roman zu verfilmen und suchten einen Regisseur für ihr Vorhaben. Die Wahl fiel zunächst auf Michael Apted. Als dieser jedoch absagte, sprachen sie mit David Lean, der seinen bis dahin letzten Film 1969/1970 gedreht hatte. Der Misserfolg von Ryans Tochter hatte ihn resignieren lassen, und er konnte sich danach zu keinem weiteren Projekt entschließen. Diesem Projekt sagte er dann jedoch zu. Er schrieb das Drehbuch, inszenierte, und als ehemaliger Filmeditor war er auch in der Lage, den Film fertig zu schneiden. Für den Schnitt war zunächst die Editorin Eunice Mountjoy mit einem dreimonatigen Vertrag angeheuert worden. Sie wurde unterstützt von ihren Assistenten Ann Sopel und Kees T´Hooft. Lean korrigierte allerdings viele Schnitte und verweigerte ihr bei Produktionsende den Credit für den Schnitt, den er für sich selber in Anspruch nahm.
Die Dreharbeiten fanden von November 1983 bis April 1984 zum größten Teil in Bangalore und Umgebung statt; nur wenige Drehorte befinden sich andernorts. Auf dem Grundstück des Maharadschas von Bangalore wurden die Häuser der Briten für den Film gebaut sowie das indische Dorf mit der Moschee. Die Produzenten bemühten sich, die aufwendigen Schauplätze für den damals bereits 75-jährigen Regisseur leicht erreichbar zu machen, ohne dass das Filmteam auf lange Reisen gehen musste. Dennoch wurden einige wenige Drehorte weiter entfernt von Bangalore gefunden. Die Landschaftsaufnahmen am Ende des Films entstanden in Kaschmir.

## Besetzung
David Lean besetzte den Film völlig eigenverantwortlich. Größere Diskussionen gab es bei der Besetzung von Alec Guinness in der Rolle des indischen Professors Godbhole. Lean, der von indischen Schauspielern nicht überzeugt war, wollte unbedingt Guinness für diese Rolle – ihn kannte er aus früheren gemeinsamen Projekten und wusste, mit welchem Talent sich dieser auch Figuren anderer ethnischer Rassen und Kulturen zu eigen machen konnte. Bereits in den 1960er Jahren hatte Lean Guinness das Angebot gemacht, in einem Film die Rolle von Mahatma Gandhi zu übernehmen. Das Filmprojekt scheiterte, doch Lean kam bei seinen Vorbereitungen zu Reise nach Indien auf die damalige Idee zurück, Alec Guinness als Inder zu besetzen. Nach Fertigstellung des Films war Guinness jedoch äußerst unglücklich mit seiner Rolle. Aus dramaturgischen Gründen hatte Lean die Rolle des Professor Godbhole stark gekürzt und zahlreiche Szenen geschnitten. Guinness sprach später von dieser als der schlechtesten Rolle, die er je gespielt habe.
Peggy Ashcroft, die große alte Dame des englischen Theaters, war mit E. M. Forster bekannt gewesen. Dieser hatte ihr bereits bei der Entwicklung einer Theaterversion zu verstehen gegeben, dass er sie gerne in der Rolle der Mrs. Moore sehen würde. Zunächst war Celia Johnson für die Rolle im Film vorgesehen. Als diese 1982 starb, brachte Alec Guinness daraufhin Peggy Ashcroft ins Gespräch.
Für die Rolle des Richard Fielding war von Lean zunächst Peter O’Toole vorgesehen.

## Kritiken
- Lexikon des internationalen Films: Der letzte Film von Altmeister David Lean (1908–1991) ist mit brillanter Routine inszeniert, bietet herausragende Figurenporträts und faszinierend exotische Bilder. Leider tritt die zeitkritische Substanz der Romanvorlage von E. M. Forster – der Gentleman-Rassismus der Briten, das erwachende Selbstbewußtsein des indischen Volkes – hinter den Schauwerten stark zurück.[1]

## Auszeichnungen
Der Film wurde 1985 für insgesamt elf Oscars nominiert. Bei der Oscarverleihung 1985 gingen jedoch die meisten Auszeichnungen an Miloš Formans Film Amadeus, der ebenso viele Nominierungen erhalten hatte, jedoch in acht Kategorien gewann. Für Reise nach Indien gab es Auszeichnungen für Peggy Ashcroft als Beste Nebendarstellerin und für Maurice Jarre für die Beste Filmmusik. Beide Künstler wurden 1985 ebenfalls mit dem Golden Globe Award ausgezeichnet. Hinzu kam ein Golden Globe als Bester ausländischer Film des Jahres. Bei den BAFTA Awards 1986 blieb es nach ursprünglich zehn Nominierungen bei der Auszeichnung für Peggy Ashcroft. Des Weiteren konnte der Film den begehrten National Board of Review als Bester Film gewinnen, während Victor Banerjee den Preis als Bester Hauptdarsteller erhielt.

## DVD-Veröffentlichung
- Reise nach Indien. Arthaus Premium Edition. 2-DVD-Set. Kinowelt Home Entertainment 2006 (ohne englische Untertitel).

## Soundtrack
- Maurice Jarre: A Passage to India. Original Motion Picture Soundtrack. EMI/DRG, New York und Hollywood 1984, Tonträger-Nr. DRG-CD-19081 – digital restaurierte Originaleinspielung (Stereo) der Filmmusik durch das Royal Philharmonic Orchestra unter der Leitung des Komponisten